# Beka (Słowenia)
Beka – wieś w Słowenii, w gminie Hrpelje-Kozina. 1 stycznia 2017 miejscowość liczyła 20 mieszkańców.